# یواس‌اس کپلر (دی‌ئی-۳۷۵)
یواس‌اس کپلر (دی‌ئی-۳۷۵) (به انگلیسی: USS Keppler (DE-375)) یک کشتی بود که طول آن ۳۰۶ فوت (۹۳ متر) بود.